# Sobětuchy

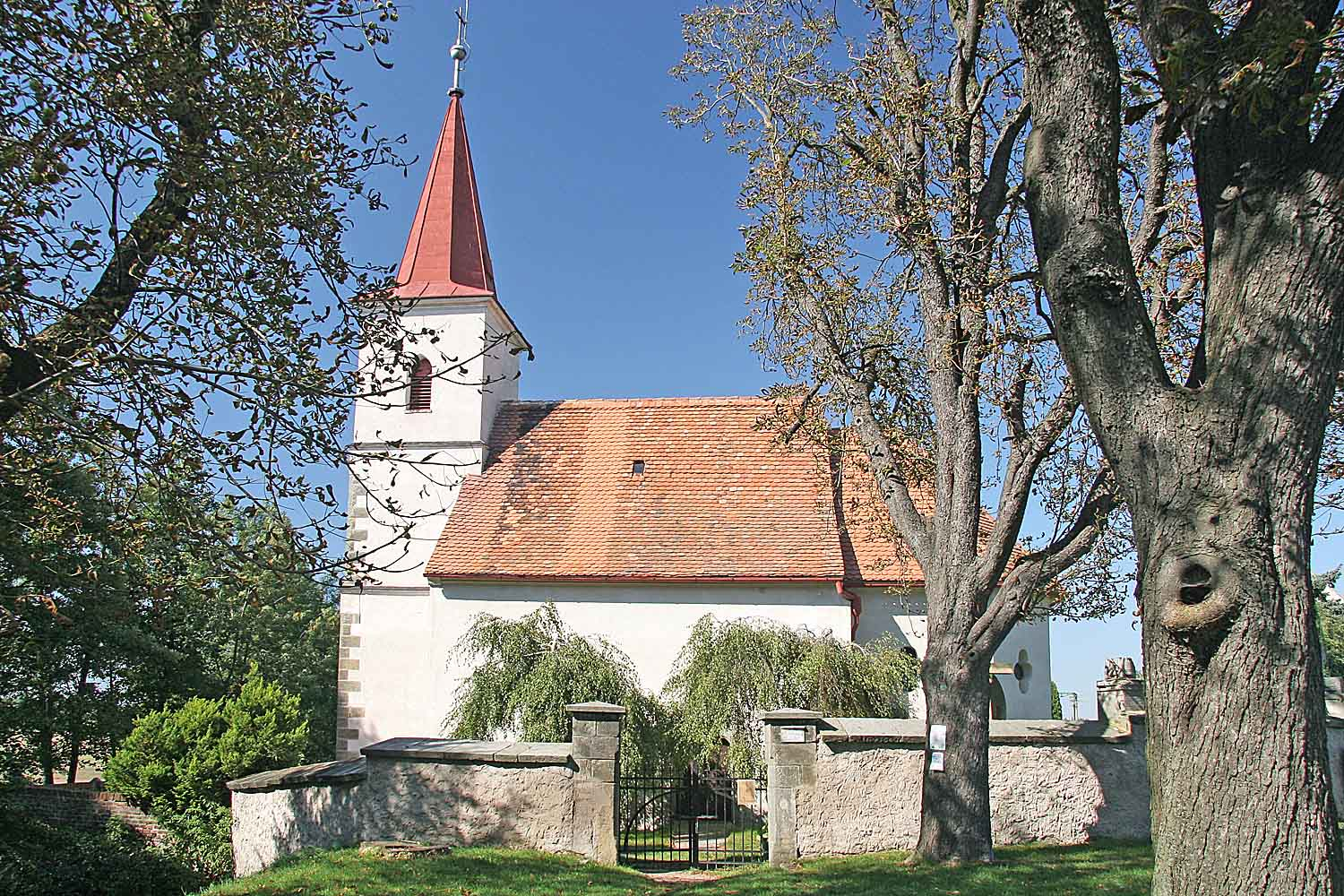
Kirche der hl. Dreifaltigkeit in Pouchobrady

Sobětuchy (deutsch Sobietuch) ist eine Gemeinde in Tschechien. Sie liegt drei Kilometer südwestlich von Chrudim und gehört zum Okres Chrudim.

## Geographie
Sobětuchy befindet sich am Bach Markovický potok bzw. Bělina auf der Heřmanoměstecká tabule (Hermannstädtler Tafel). Südöstlich erheben sich die Hůra (392 m n.m.) und die Podhůra (356 m n.m.), im Süden der Dubinec (315 m n.m.). Östlich liegt der Flugplatz Chrudim (LKCR).
Nachbarorte sind Pouchobrady, V Kozojedech, Kozojedy und Zavadilka im Norden, Vrcha und Chrudim III im Nordosten, Píšťovy im Osten, Slatiňany, Říště, Podhůra und Kometa im Südosten, Rabštejnská Lhota  und Rabštejn im Süden, Čejkovice, Palučiny und Janovice im Südwesten, Stolany und Morašice im Westen sowie Lány, Červenec und Bylany im Nordwesten.

## Geschichte
Die erste schriftliche Erwähnung von Sobětuchy erfolgte im Jahre 1272, als der Zeman Boleslav von Sobětuch auf einer Urkunde als Zeuge in Erscheinung trat. Das Dorf war seit dem Mittelalter geteilt; der eine Anteil gehörte zum Kloster St. Georg, der andere zum Kloster Wilmzell. Beide Anteile gelangten nach den Hussitenkriegen an weltliche Herren. Der eine Anteil wurde dem Gut Stolany zugeschlagen und mit diesem zusammen 1608 mit der Herrschaft Heřmanmiestetz vereinigt.
Der andere Anteil von Sobětuchy wurde dem Gut Pochobrad untertänig. Burian Pochobradsky von Pochobrad verkaufte das Gut 1558 an Oswald von Schönfeld, der es wenig später an die Stadt Chrudim veräußerte. 1694 kaufte August Norbert Woraschitzky von Pabienitz das Gut Pochobrad, 1717 wurde es durch Joseph Franz von Schönfeld ersteigert und an die Herrschaft Nassaberg angeschlossen.
Im Jahre 1835 bestand das im Chrudimer Kreis gelegene Dorf Sobětuch aus 20 Häusern, in denen 154 Personen, darunter eine protestantische Familie lebten. 12 der Häuser gehörten zur Herrschaft Nassaberg und 8 zur Allodialherrschaft Heřmanmiestetz. Im Nassaberger Anteil bestand ein Meierhof. Pfarrort war Chrudim. Bis zur Mitte des 19. Jahrhunderts blieb Sobětuch zwischen den Herrschaften Nassaberg und Heřmanmiestetz geteilt.
Nach der Aufhebung der Patrimonialherrschaften bildete Sobětuchy ab 1849 einen Ortsteil der Gemeinde Stolany im Gerichtsbezirk Chrudim. Ab 1868 gehörte das Dorf zum politischen Bezirk Chrudim. 1869 hatte Sobětuchy 165 Einwohner. Im Jahre 1900 lebten in dem Dorf 191 Personen, 1910 waren es 193. Im Jahre 1914 lösten sich Sobětuchy und Pouchobrady von Stolany los und bildeten die Gemeinde Sobětuchy. 1930 hatte Sobětuchy 267 Einwohner. 1961 wurde Sobětuchy mit Stolany zu einer Gemeinde Sobětuchy-Stolany zusammengeschlossen, die ab dem 1. Juli 1966 den Namen Sobětuchy führte. 1974 erfolgte die Eingemeindung von Rabštejnská Lhota, Rabštejn und Smrkový Týnec. Stolany löste sich 1990 wieder von Sobětuchy los; ebenso 1998 auch Rabštejnská Lhota, Rabštejn und Smrkový Týnec.

## Gemeindegliederung
Die Gemeinde Sobětuchy besteht aus den Ortsteilen Pouchobrady (Pochobrad), Sobětuchy (Sobietuch) und Vrcha. Zu Sobětuchy gehört zudem der Wohnplatz Zavadilka (Zawadilka). Grundsiedlungseinheiten sind Pouchobrady und Sobětuchy.

## Sehenswürdigkeiten
- Neogotische Kirche der hl. Dreifaltigkeit in Pouchobrady, erbaut 1864 anstelle eines hölzernen Vorgängerbaus aus dem 14. Jahrhundert
- Teich Pouchobradský rybník